# 25 Anos (álbum de Joelma)
25 Anos é o segundo álbum ao vivo da cantora brasileira Joelma, lançado em 24 de julho de 2020 através da Midas Music. Foi gravado em 12 de novembro de 2019 na casa de shows Atlanta Music Hall, em Goiânia. O show, que celebra os 25 anos de carreira da cantora, teve produção musical de Tovinho, direção de Anselmo Troncoso e a participação especial dos cantores Xand Avião, Ludmila Ferber e Lauana Prado.
"Cupim de Coração" foi lançada como o primeiro e único single do álbum. A divulgação de 25 Anos aconteceu de diversas formas, incluindo apresentações ao vivo em programas de televisão como The Noite com Danilo Gentili, Domingo Legal, Programa do Ratinho, É de Casa, Melhor Agora, A Fazenda, Encontro, Ritmo Brasil, Eliana, Mulheres, Altas Horas e Hora do Faro.

## Antecedentes e anúncio
Em 30 de abril de 2018, durante uma entrevista no late-night talk show The Noite com Danilo Gentili, Joelma revelou que estaria preparando um DVD para celebrar seus 25 anos de carreira, que seriam completados no ano seguinte. Inicialmente, o projeto seria no formato acústico e intimista, mas a ideia foi descartada. Em 23 de julho de 2019, a cantora anunciou, através de suas contas nas redes sociais, a data da gravação do DVD para 12 de novembro de 2019 em Goiânia, na casa de shows Atlanta Music Hall, mesmo local onde foi gravado o álbum Ao Vivo em Goiânia (2007) da Banda Calypso, formada por ela e seu ex-marido Ximbinha entre 1999 e 2015.

Sobre a escolha de Goiânia para a gravação de seu segundo DVD, Joelma disse: "[...] foi nessa cidade que me levantei. Eu procurava muito um lugar que lembrasse a minha infância e aqui ainda é uma capital com gostinho de interior". Em setembro, a cantora anunciou a participação especial de Xand Avião, Lauana Prado e Ludmila Ferber. Ela explicou as escolhas dizendo:
"Todos são grandes amigos. O Xand queria para representar o Nordeste, a Lauana tem uma relação muito forte com minha trajetória e com a Ludmila tenho uma conexão espiritual".

## Lançamento e divulgação
25 Anos estava previsto para ser lançado em abril de 2020, mas acabou sendo adiado devido à pandemia de COVID-19, que afetou toda a pós-produção do projeto. Em 3 de julho de 2020, durante um show à distância transmitido ao vivo em seu canal no YouTube e na Rede Bandeirantes, Joelma divulgou o primeiro teaser e a data de lançamento para o dia 24 do mesmo mês. O álbum foi lançado com duas capas diferentes: uma para as plataformas digitais e outra para a edição física, sendo esta última escolhida dentre três opções de capas oferecidas pela cantora numa enquete promovida em sua conta no Instagram. Além do áudio nas plataformas de download digital e streaming, o vídeo na íntegra foi veiculado em transmissão única no canal da Midas Music no YouTube. Junto com o lançamento, duas versões físicas de edição limitada contendo o show em DVD e CD duplo foram disponibilizadas para pré-encomenda. "Cupim de Coração" foi enviada para as estações de rádio em 24 de agosto de 2020, servindo como um single do álbum.
Um mês depois, Joelma divulgou o projeto no The Noite com Danilo Gentili, onde concedeu entrevista e se apresentou com "Cupim de Coração". A cantora apareceu no Altas Horas em duas ocasiões: a primeira ocorreu em 26 de setembro de 2020, na qual cantou "Dançando Calypso"; a segunda foi em 2 de janeiro de 2021, onde performou "A Lua Me Traiu" e as duas canções supracitadas. Em 27 de setembro de 2020, ela compareceu ao Domingo Legal, onde interpretou "Cupim de Coração" e "Dançando Calypso". Dois dias depois, compareceu ao Programa do Ratinho, onde interpretou "Cupim de Coração". Em 3 de outubro, apareceu no É de Casa, concedendo entrevista à Cissa Guimarães e se apresentando com "Voando pro Pará", "Dançando Calypso", "Cupim de Coração" e "A Lua Me Traiu". Dois dias depois, apareceu no TVZ, onde cantou "Voando pro Pará" com a apresentadora e cantora Lexa, além de performar "Chora Não Coração". Em 12 de outubro, esteve no Melhor Agora, onde interpretou "Cupim de Coração", "Voando pro Pará" e "Tchau pra Você". No dia 23 do mesmo mês, apareceu na 12ª temporada do reality show A Fazenda como convidada musical, interpretando diversas faixas do álbum.
Em 7 de novembro, apareceu na 23ª edição do Teleton e cantou "Pra Te Esquecer" e "Voando pro Pará". Em 17 de dezembro, apareceu no Encontro, onde cantou "Cupim de Coração". No dia 26 do mesmo mês, apareceu no Ritmo Brasil, concedendo uma entrevista à apresentadora Faa Morena para tratar do projeto e se apresentando com "Cupim de Coração", "Não Teve Amor" e "Voando pro Pará". No dia seguinte, a apresentadora Eliana recebeu Joelma em seu programa, onde interpretou "Cupim de Coração" e "Acelerou". Em 31 de dezembro de 2020, a cantora esteve no Mulheres, onde interpretou um medley de "Dançando Calypso" e "A Lua Me Traiu", "Cupim de Coração", "Não Teve Amor", "Chora Não Coração" e "Voando pro Pará". No Hora do Faro exibido em 10 de janeiro de 2021, ela interpretou "Cupim de Coração" e um medley de "Temporal" e "Isso É Calypso".

## Lista de faixas
| 25 Anos — DVD  |                                                                                                | |         |  |
| N.º            | Título                                                                                         | Compositor(es) | Duração |  |
| 1.             | "Abertura"                                                                                     | Tovinho | 2:19    |  |
| 2.             | "Dançando Calypso" / "Dudu" / "Passe de Mágica" / "Lágrimas de Sangue" / "Pra Te Esquecer"     | Carla Maués Josiel Carvalho Tonny Brasil Edilson Morenno Glayse Dominguez Batista Lima                                | 12:20   |  |
| 3.             | "Cúmbia do Amor" (com a participação de Xand Avião)                                            | Brasil | 3:12    |  |
| 4.             | "Fala pra Mim" / "Xonou Xonou" / "Ainda Te Amo" / "Love You Mon Amour" / "Acelerou"            | Louro Santos Tinho Edu Luppa Marquinhos Maraial Alberto Moreno Brasil Beto Caju                                       | 10:20   |  |
| 5.             | "Um Novo Começo" / "Os Sonhos de Deus" (com a participação de Ludmila Ferber)                  | Ludmila Ferber | 7:41    |  |
| 6.             | "Cupim de Coração"                                                                             | Chrystian Lima Elivandro Cuca Renato Moreno                                                                           | 3:25    |  |
| 7.             | "Só pra Mim" / "Doce Mel" / "Paixão Machucada" / "Objeto de Desejo"                            | Caju Luppa Alexandre Jefferson Andrade                                                                                | 11:05   |  |
| 8.             | "Eclipse de Amor"                                                                              | Dhanathom Victor Castilho                                                                                             | 2:42    |  |
| 9.             | "Não Não" / "Me Telefona" / "Temporal" / "Isso É Calypso" / "Lua Luar" / "Canto de Atravessar" | Elias Muniz Márcio Fly Brizola Luppa Maraial Mestre Lucindo Márcio Montoril Jorge Pimentel                            | 13:00   |  |
| 10.            | "Imagino" / "Maridos e Esposas" / "Tic Tac"                                                    | Lima Ivo Lima Luppa                                                                                                   | 8:23    |  |
| 11.            | "Mais uma Chance" (com a participação de Lauana Prado)                                         | Morenno Dominguez | 4:42    |  |
| 12.            | "Esqueça Meu Coração" / "Você Também Errou"                                                    | Luppa Adilson Ribeiro                                                                                                 | 4:51    |  |
| 13.            | "Ai Baby"                                                                                      | Blener Maycom Rafael Quadros Vinni Miranda Waléria Leão                                                               | 3:17    |  |
| 14.            | "Não Teve Amor" / "A Lua Me Traiu" / "Tchau pra Você" / "Nenê" / "Voando pro Pará"             | Juliano Tchula Marília Mendonça Rangel Castro Caju Jairon Neves Luppa Lima Isac Maraial Nilk Oliveira Valter Serraria | 13:25   |  |
| Duração total: | Duração total:                                                                                 | Duração total: | 1:40:42 |  |

| 25 Anos — Faixa bônus do DVD |                                 |                |         |  |
| N.º                          | Título                          | Compositor(es) | Duração |  |
| 15.                          | "Botar pra Chorar" (videoclipe) | Junior Sillva  | 2:43    |  |
| Duração total:               | Duração total:                  | Duração total: | 1:43:25 |  |

| 25 Anos — CD 1 |                                                                                            |         |  |
| N.º            | Título                                                                                     | Duração |  |
| 1.             | "Abertura"                                                                                 | 2:19    |  |
| 2.             | "Dançando Calypso" / "Dudu" / "Passe de Mágica" / "Lágrimas de Sangue" / "Pra Te Esquecer" | 12:20   |  |
| 3.             | "Cúmbia do Amor" (com a participação de Xand Avião)                                        | 3:12    |  |
| 4.             | "Fala pra Mim" / "Xonou Xonou" / "Ainda Te Amo" / "Love You Mon Amour" / "Acelerou"        | 10:20   |  |
| 5.             | "Um Novo Começo" / "Os Sonhos de Deus" (com a participação de Ludmila Ferber)              | 7:41    |  |
| 6.             | "Cupim de Coração"                                                                         | 3:25    |  |
| 7.             | "Só pra Mim" / "Doce Mel" / "Paixão Machucada" / "Objeto de Desejo"                        | 11:05   |  |
| 8.             | "Eclipse de Amor"                                                                          | 2:42    |  |
| Duração total: | Duração total:                                                                             | 53:04   |  |

| 25 Anos — CD 2 |                                                                                                |         |  |
| N.º            | Título                                                                                         | Duração |  |
| 1.             | "Não Não" / "Me Telefona" / "Temporal" / "Isso É Calypso" / "Lua Luar" / "Canto de Atravessar" | 13:00   |  |
| 2.             | "Imagino" / "Maridos e Esposas" / "Tic Tac"                                                    | 8:23    |  |
| 3.             | "Mais uma Chance"                                                                              | 4:42    |  |
| 4.             | "Esqueça Meu Coração" / "Você Também Errou"                                                    | 4:51    |  |
| 5.             | "Ai Baby"                                                                                      | 3:17    |  |
| 6.             | "Não Teve Amor" / "A Lua Me Traiu" / "Tchau pra Você" / "Nenê" / "Voando pro Pará"             | 13:25   |  |
| Duração total: | Duração total:                                                                                 | 37:56   |  |